# André-Damien-Ferdinand Jullien
André-Damien-Ferdinand Jullien, francoski rimskokatoliški duhovnik, škof in kardinal, * 25. oktober 1882, Pelussin, † 11. januar 1964, Rim.

## Življenjepis
1. oktobra 1905 je prejel duhovniško posvečenje. 
30. oktobra 1944 je bil imenovan za dekana Rimske Rote. 15. decembra 1958 je bil povzdignjen v kardinala in imenovan za kardinal-diakona S. Giorgio in Velabro.
5. aprila 1962 je bil imenovan za naslovnega škofa Corone; 19. aprila istega leta je prejel škofovsko posvečenje.